# Neoclytus augusti
Neoclytus augusti es una especie de escarabajo longicornio del género Neoclytus, tribu Clytini, subfamilia Cerambycinae. Fue descrita científicamente por Chevrolat en 1835.

## Descripción
Mide 8-14 milímetros de longitud.

## Distribución
Se distribuye por Estados Unidos, México y Guatemala.